# Erik Johansson
Erik Berg (født Anders Erik Johansson den 30. december 1988 i Varberg) er en svensk tidligere fodboldspiller, der spillede som midterforsvarer. Han spillede i fra januar 2016 til sommeren 2018 for den danske superligaklub F.C. København i Superligaen. Udover FCK har han spillet i forskellige svenske klubber og i belgisk Genk og på det svenske landshold. 
Han spillede under det meste af sin karriere under navnet Erik Johansson, men efter at være blevet gift i 2018 skiftede han efternavn til Erik Berg.

## Karriere
Berg begyndte karrieren i svenske Falkenbergs FF, hvor han spillede på A-holdet fra 2008. Han indgik kontrakt med Gais den 31. august 2011, og scorede sit første mål for klubben i efterårsderbyet mod IFK Göteborg den 17. oktober 2011, hvor Berg blev matchvinder. Gais rykkede ud af Allsvenskan i 2012, og den 12. december 2012 bekræftede Malmö FF, at Berg havde skrevet en kontrakt på fire år med klubben.
Den 8 juli 2015 blev det offentliggjort, at Berg havde skrevet en fireårig kontrakt med den belgiske klub KAA Gent. Berg var dog plaget af skader i efteråret 2015, og opholdet i Gent blev ikke succesfuldt.
Den 18. januar 2016 købte F.C. København Berg fri af aftalen med KAA Gent og indgik en femårig aftale. Berg debuterede for FCK den 28. februar 2016 i sæsonens første kamp mod Esbjerg fB. I forårssæsonen opnåede Berg 13 ligakampe og 3 kampe i pokalturneringen.
Berg ønskede ret uventet at flytte hjem til sin kone i Stockholm. Dette skabte postyr blandt FC Københavns fans, men forståelsen fra den københavnske klubs side har været stor. De fandt hurtigt en løsning. Berg blev for nylig gift med Carina Berg, hvorfor han valgte at skifte efternavnet Johansson ud med Berg. Den 26. juni 2018 blev Berg præsenteret som Djurgårdens IF-spiller. Han scorede sit første mål for de Blåränderna 21. april 2019 i en udekamp mod BK Häcken.
Den 11. juni 2021 blev det offentliggjort, at han indstillede sin professionelle karriere på grund af en knæskade.